# J.-Eugène Tétreault
Pour l’article homonyme, voir Tétreault.
J.-Eugène Tétreault (28 septembre 1884 - 24 décembre 1944) fut un marchand et homme politique fédéral du Québec.

## Biographie
Né à Saint-Valérien en Montérégie, il notamment président de la N. Mitchell Company et directeur de la Dominion Automatic Gate Company Ltd.
Élu député du Parti conservateur dans la circonscription fédérale de Shefford en 1930, il ne se représenta pas en 1935.